# Charles Clémencet
Charles Clémencet (* 1703 in Painblanc; † 5. August 1778 in Paris) war französischer Benediktinermönch und Historiker.

## Leben
Charles Clémencet gehörte der Mauriner-Kongregation an und war Rhetorik-Professor, der sich zum Historiker entwickelte. Er ist vor allem bekannt als Autor einer Histoire générale de Port-Royal und für das Werk L’Art de vérifier les dates, das er gemeinsam mit Maur Dantine verfasste. Er arbeitete auch an der Histoire littéraire de la France sowie dem Recueil des Historiens des Gaules et de la France.

## Wichtige Publikationen
- L’Art de vérifier les dates des faits historiques, des chartes, des chroniques et autres anciens monuments, depuis la naissance de Notre-Seigneur, par le moyen d’une table chronologique, mit Maur Dantine (1750)
- Lettres d’Eusebe Philalethe a M. Franc̜ois Morénas sur son prétendu Abregé de l’histoire ecclésiastique, dans lesquelles on refute les fables ridicules, les erreurs grossieres avancées par cet auteur, en faveur des Jésuites, contre les disciples de Saint Augustin, pour servir de supplément à l’Abrégé de l’histoire ecclésiastique (1753)
- Histoire générale de Port-Royal, depuis la réforme de l’abbaye jusqu’à son entière destruction (10 Bände, 1755–1757)
- La Vérité et l’innocence victorieuses de l’erreur et de la calomnie. Lettre a un ami sur la Réalité du projet de Bourg-Fontaine (1758)
- Œuvres posthumes de M. l’abbé Racine, prêtre-chanoine de Notre-Dame de la cité d’Auxerre et auteur de l’Abrégé de l’histoire ecclésiastique avec des réflexions (1759)
- Conférences de la Mère Angélique de Saint Jean, sur les Constitutions du monastère de Port-Royal du Saint Sacrement (3 Bände, 1760)
- Histoire littéraire de S. Bernard, abbé de Clairvaux, et de Pierre le Vénérable, abbé de Cluny, qui peut servir de supplément au XIIe siècle de l’histoire littéraire de la France (1773)

Mitarbeit
- Histoire littéraire de la France, où l’on traite de l’origine et du progrès, de la décadence et du rétablissement des sciences parmi les Gaulois et parmi les François (12 Bände, 1733–1763)
- Recueil des Historiens des Gaules et de la France, Bände 12 und 13 (1847)